# Matej Mohorič
Matej Mohorič (* 19. Oktober 1994 in Kranj) ist ein slowenischer Radrennfahrer. Er gewann u. a. Mailand–Sanremo 2022, wurde Etappensieger bei allen drei Grand-Tours und wurde 2023 Gravel-Weltmeister.

## Karriere
2011 wurde Matej Mohorič slowenischer Junioren-Meister im Einzelzeitfahren; im Jahr darauf belegte er Rang zwei. Zudem gewann er den Giro di Basilicata, den Giro della Lunigiana, die Internationale Junioren-Radrundfahrt Oberösterreich und belegte bei der Straßen-Europameisterschaft im Einzelzeitfahren der Junioren Platz drei. Höhepunkt seines sportlichen Jahres war sein Sieg im Straßenrennen der Junioren-Weltmeisterschaften; im Einzelzeitfahren errang er zudem Silber.
2013 siegte Mohorič bei der Weltmeisterschaft in Florenz als Solist im Straßenrennen der U23. Damit ist er der erste Radrennfahrer, dem es gelang, sowohl Weltmeister bei den Junioren wie auch in der Klasse U23 zu werden. Dabei nutzte Mohorič eine unorthodoxe Abfahrtsposition, die später als Supertuck bezeichnet wurde. Dabei setzte er sich auf das Oberrohr seines Fahrrades und legte den Oberkörper auf den Lenker, um eine möglichst aerodynamische Position einzunehmen. Zeitgleich trat er in die Pedale.
2014 bestritt der Slowene daraufhin mit dem UCI WorldTeam Cannondale bereits mit 19 Jahren seine erste Profisaison. 2015 debütierte Mohorič bei der Vuelta a España erstmals bei einer Grand Tour, gab jedoch nach sechs Etappen aufgrund von Krankheit auf.
2016 wechselte er zur italienischen Mannschaft Lampre-Merida, für die er den Giro d’Italia auf dem Rang 98 beendete. Bei den slowenischen Meisterschaften wurde er im Zeitfahren Zweiter hinter Primož Roglič. Nachdem er an den Olympischen Spielen von Rio de Janeiro teilgenommen hatte, gewann er am mit der 6. Etappe der Tour of Hainan sein erstes internationales Eliterennen.

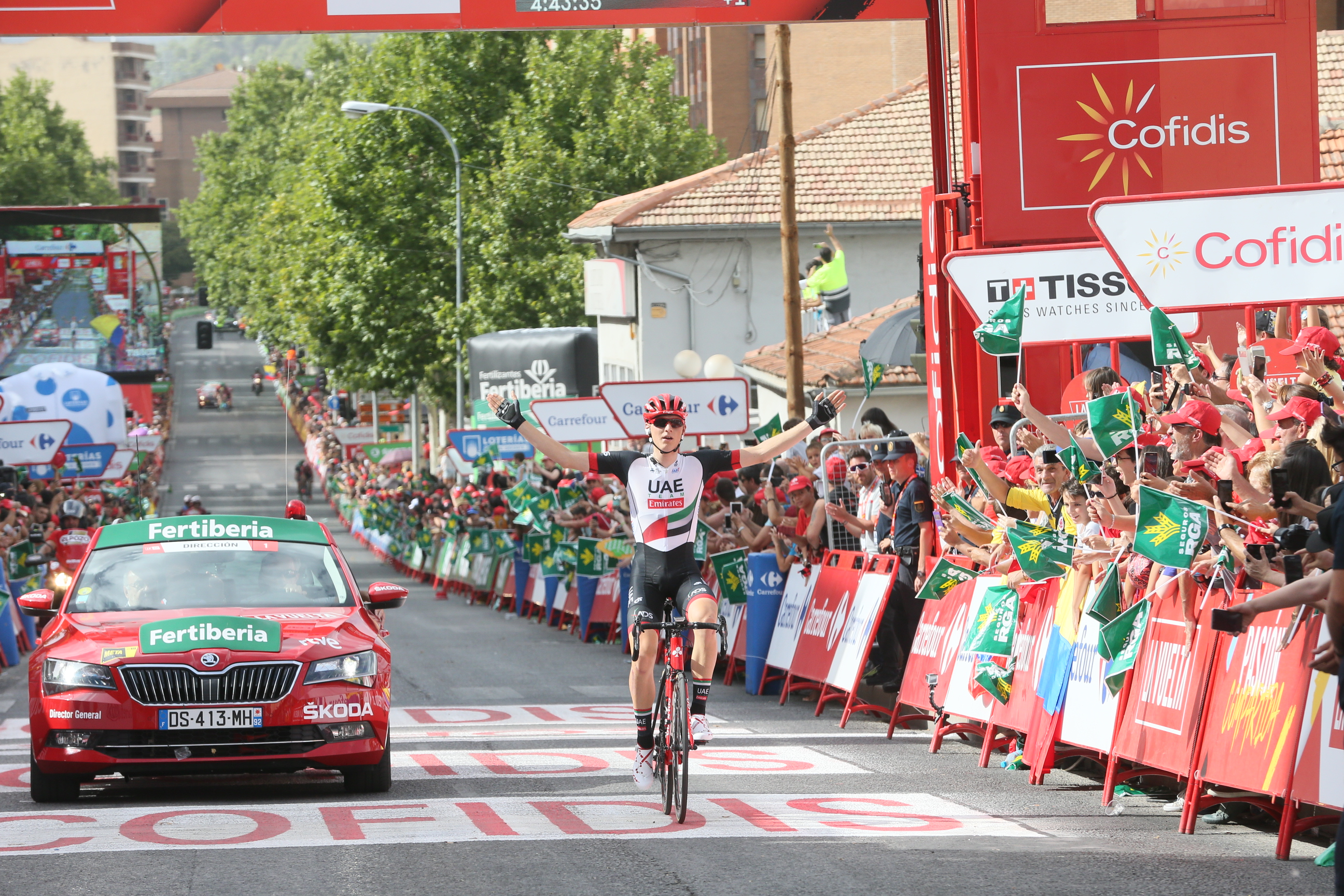
Matej Mohorič beim Sieg der 7. Etappe der Vuelta a España 2017

Im 2017 gewann Matej Mohorič die 7. Etappe der Vuelta a España, nachdem er sich aus einer Fluchtgruppe heraus in einer Abfahrt hatte absetzen können.
Nach zwei Jahren bei Lampre schloss sich Mohorič 2018 Bahrain-Merida an. Im März gewann er das italienische Eintagesrennen Gran Premio Industria & Artigianato. Beim Giro d’Italia gewann er die 10. Etappe im Zweiersprint vor Nico Denz. Er slowenischer Meister im Straßenrennen und gewann die Auftaktsetappe der Österreich-Rundfahrt. Weiters konnte er mit 5 Sekunden Vorsprung die Gesamtwertung der BinckBank Tour für sich entscheiden, die als Rennen der UCI WorldTour der höchsten Rennserie im Straßenradsport angehört. Wenige Tage später gewann Mohorič im Massensprint die zweite Etappe der Deutschland Tour und übernahm die Führung in der Gesamtwertung, die er bis zum Ziel in Stuttgart verteidigen konnte.

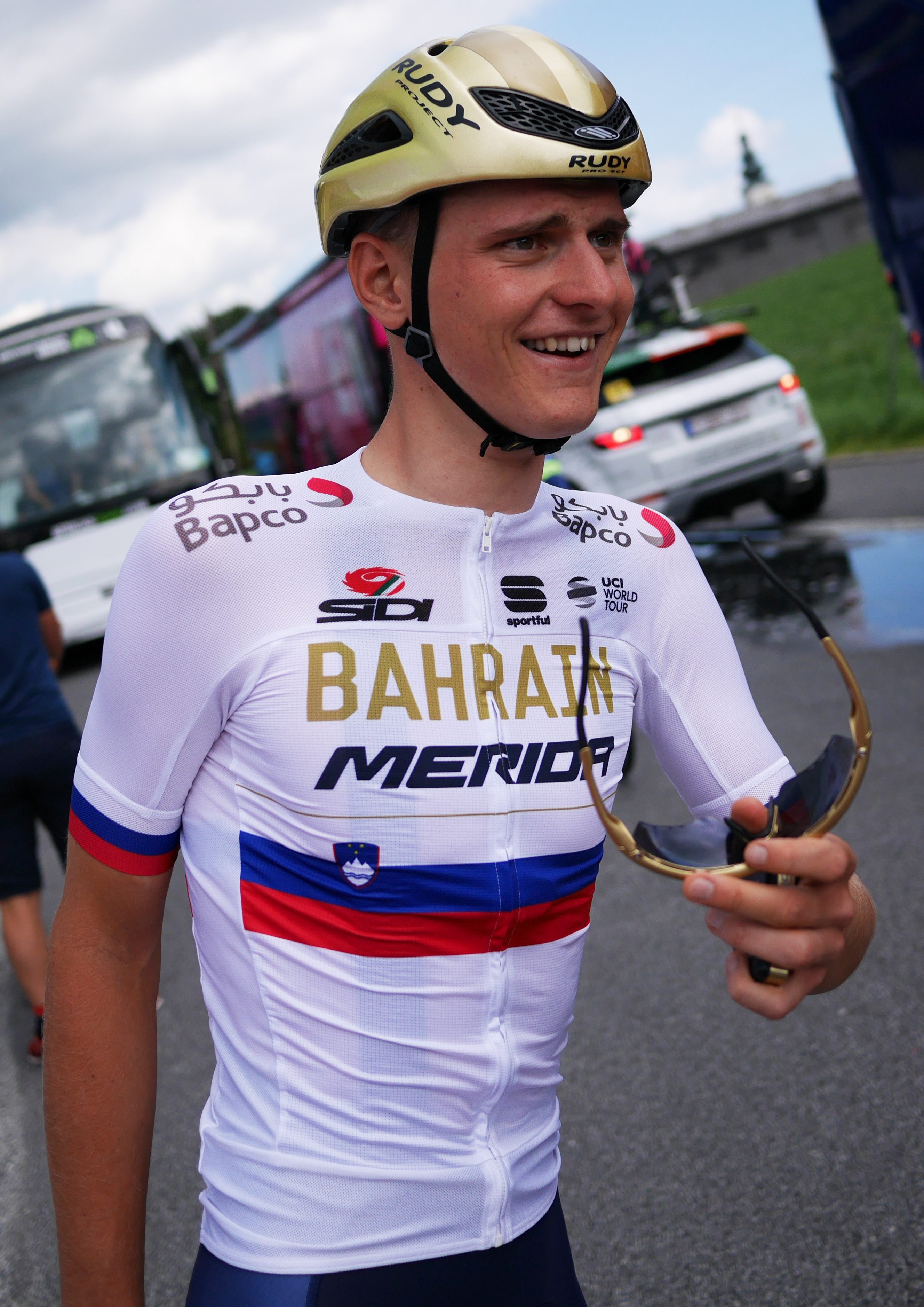
Matej Mohorič im Trikot des slowenischen Meisters bei der Österreich-Rundfahrt 2018

Im Jahr 2019 wurde Mohorič bei Mailand–Sanremo auf Fünfter. Bei der Polen-Rundfahrt nach einem Solo über 57 Kilometer. Anfang Oktober 2019 stürzte Mohorič nach dem Ende der zweiten Etappe der Kroatien-Rundfahrt schwer, als er mit einem Mann kollidierte, der hinter dem Ziel unvermittelt auf die Straße gerannt war. Er erlitt zwei Rippenbrüche, einen Pneumothorax und eine Einblutung in das Zwerchfell.
Im Jahr 2020 wurde er Vierte bei Lüttich–Bastogne–Lüttich Die Vuelta a España 2020 musste Mohorič bereits nach der 2. Etappe mit einer Schulterblattfraktur beenden.
In der Saison 2021 wurde Mohorič Elfter bei Mailand–Sanremo, Neunter beim Amstel Gold Race und Zehnter bei Lüttich–Bastogne–Lüttich. Auf der 9. Etappe des Giro d’Italia stürzte er in einer Abfahrt schwer und musste die Rundfahrt aufgeben. Obwohl er mit dem Kopf auf dem Asphalt aufschlug, erlitt er dank seines Helmes keine schwerwiegenden Verletzungen. Bei der anschließenden Tour de France gewann er im Trikot des slowenischen Meisters die siebte und in diesem Jahr längste Etappe aus einer Ausreißergruppe, wobei er die letzten 18 Kilometer als Solist absolvierte. Somit hatte er nun bei jeder der drei Grand Tours eine Etappe gewonnen. Auf der 19. Etappe setzte er sich erneut aus der Fluchtgruppe durch, setzte sich diesmal jedoch bereits 26 Kilometer vor dem Ziel von seinen Begleitern ab. Als Siegergeste fuhr er sich, einen Reißverschluss imitierend, mit dem Finger über den Mund. Dies sorgte wegen der Ähnlichkeit mit Lance Armstrongs Geste während der 18. Etappe der Tour de France 2004 und der Dopingrazzia im Hotel seines Teams zwei Tage zuvor für Kontroversen. Nach seinen Etappensiegen bei der Tour de France wurde Mohorič Zweiter der Clásica San Sebastián, wo er sich im Sprint der Spitzengruppe nur dem US-Amerikaner Neilson Powless geschlagen geben musste. Am Ende der Saison folgte ein Etappensieg bei der Benelux Tour, die er ebenso wie die Polen-Rundfahrt auf dem zweiten Gesamtrang beendete.
Mohorič gewann 2022 durch eine Attacke auf der letzten Abfahrt das Monument des Radsports Mailand–Sanremo 2022, wobei er eine versenkbare Sattelstütze nutzte. Bei den nachfolgenden Klassikern wurde Mohorič Vierter der E3 Classic, Neunter bei Gent–Wevelgem und Fünfter bei Paris–Roubaix. Nach der Tour de France gewann Mohorič die Gesamtwertung der Kroatien-Rundfahrt

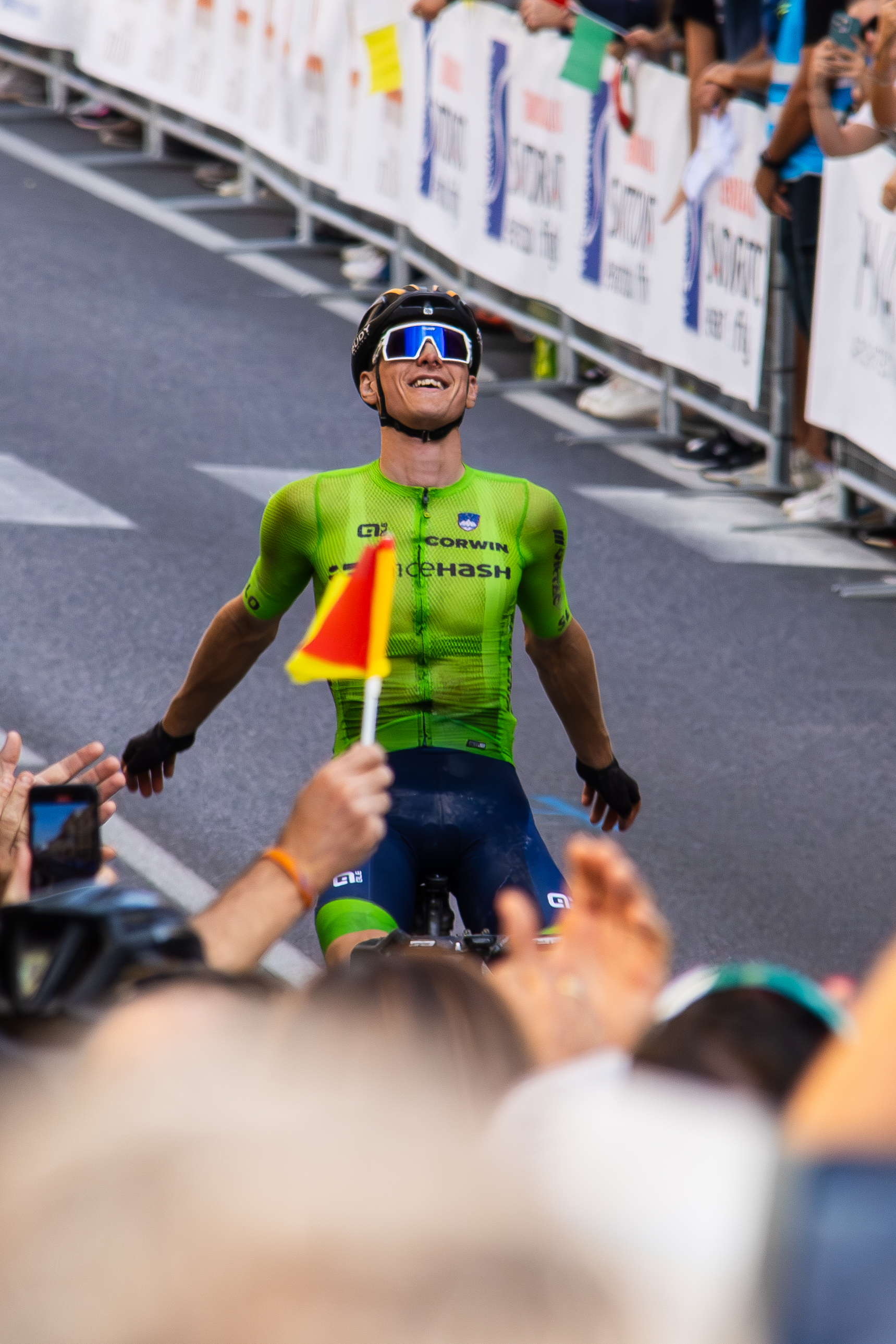
Matej Mohorič wird Gravel-Weltmeister 2023

Zu Beginn der Saison 2023 wurde Mohorič Sechster der Strade Bianche und Achter bei Mailand–Sanremo. Er widmete seinem Sieg auf der Abschlussetappe der Slowenien-Rundfahrt seinem Teamkollegen Gino Mäder, der zwei Tage zuvor nach einem Sturz bei der Tour de Suisse ums Leben gekommen war. Mit dem Sprintsieg aus einer dreiköpfigen Ausreißergruppe gewann Mohorič die 19. Etappe der Tour de France 2023. Sein anschließendes Interview, in dem er über seinen verunglückten Teamkollegen Gino Mäder und den mentalen Druck auf Fahrradprofis sprach, fand viel mediale Beachtung. Nach der Tour de France sicherte er sich einem Etappenerfolg den Gesamtsieg bei der Polen-Rundfahrt und wurde Etappensieger der Renewi Tour. Zum Abschluss der Saison gewann er die Gravel-Weltmeisterschaften 2023.
Im Jahr 2024 feierte Mohorič einen Etappensieg bei der Valencia-Rundfahrt. Es folgten die Plätze fünf und sechs bei der Strade Bianche bzw. Mailand–Sanremo, ehe er die Flandern-Rundfahrt nach einem Sturz erneut vorzeitig aufgab und den Rest der Klassikersaison verpasste. Bei den slowenischen Meisterschaften im Juni gewann er erstmals das Einzelzeitfahren, bei der Tour de France 2024 blieb er ohne vordere Resultate. Bei der Gravel-Weltmeisterschaft konnte er als Siebter seinen Titel nicht verteidigen.

## Erfolge
2011
- Slowenischer Meister – Einzelzeitfahren (Junioren)

2012
- Europameisterschaft – Einzelzeitfahren (Junioren)
- Weltmeisterschaft – Einzelzeitfahren (Junioren)
- Weltmeister – Straßenrennen (Junioren)

2013
- Slowenischer Meister – Einzelzeitfahren (U23)
- Weltmeister – Straßenrennen (U23)

2016
- Slowenischer Meister – Einzelzeitfahren (U23)
- eine Etappe Tour of Hainan

2017
- eine Etappe Vuelta a España
- Hongkong Challenge

2018
- Gran Premio Industria e Artigianato
- eine Etappe Giro d’Italia
- Slowenischer Meister – Straßenrennen
- eine Etappe Österreich-Rundfahrt
- Gesamtwertung BinckBank Tour
- Gesamtwertung, eine Etappe, Punktewertung und Nachwuchswertung Deutschland-Tour

2019
- eine Etappe Polen-Rundfahrt

2021
- Punktewertung Slowenien-Rundfahrt
- Slowenischer Meister – Straßenrennen
- zwei Etappen Tour de France
- eine Etappe Benelux Tour

2022
- Mailand–Sanremo
- Gesamtwertung Kroatien-Rundfahrt

2023
- eine Etappe Slowenien-Rundfahrt
- eine Etappe Tour de France
- Gesamtwertung, Sprintwertung und eine Etappe Polen-Rundfahrt
- eine Etappe Renewi Tour
- eine Etappe Kroatien-Rundfahrt
- Weltmeister – Gravelrennen

2024
- eine Etappe Valencia-Rundfahrt
- Slowenischer Meister – Einzelzeitfahren

## Wichtigsten Erfolge (Straße)
| Grand Tour            | 2014 | 2015 | 2016 | 2017 | 2018 | 2019 | 2020 | 2021 | 2022 | 2023 | 2024 | 2025 |
| --------------------- | ---- | ---- | ---- | ---- | ---- | ---- | ---- | ---- | ---- | ---- | ---- | ---- |
| Giro d’ItaliaGiro     | –    | –    | 98   | 135  | 30   | –    | –    | DNF  | –    | –    | –    | –    |
| Tour de FranceTour    | –    | –    | –    | –    | –    | 119  | 76   | 31   | 85   | 72   | 124  | 126  |
| Vuelta a EspañaVuelta | –    | DNF  | –    | 30   | –    | –    | DNF  | –    | –    | –    | –    |      |

| Monument                 | 2014 | 2015 | 2016 | 2017 | 2018 | 2019 | 2020 | 2021 | 2022 | 2023 | 2024 | 2025 |
| ------------------------ | ---- | ---- | ---- | ---- | ---- | ---- | ---- | ---- | ---- | ---- | ---- | ---- |
| Mailand–Sanremo          | –    | –    | –    | 57   | 25   | 5    | 10   | 11   | 1    | 8    | 6    | 100  |
| Flandern-Rundfahrt       | –    | –    | –    | –    | –    | 41   | –    | –    | 21   | DNF  | DNF  | 21   |
| Paris–Roubaix            | –    | –    | –    | –    | –    | 70   | –    | –    | 5    | 29   | –    | DNF  |
| Lüttich–Bastogne–Lüttich | 127  | DNF  | –    | 93   | –    | 36   | 4    | 10   | 37   | 40   | –    |      |
| Lombardei-Rundfahrt      | –    | –    | –    | –    | 56   | –    | –    | DNF  | 61   | –    | –    |      |